# Klubowy Puchar Europy kobiet w szachach (2000)
2000 – piąty sezon Klubowego Pucharu Europy kobiet w szachach. Rozgrywki odbyły się w Halle w dniach 24–30 września 2000 roku. Zwyciężył jugosłowiański Agrouniverzal Zemun.

## Format rozgrywek
Turniej odbywał się systemem szwajcarskim na dystansie siedmiu rund. W przypadku identycznej liczby punktów decydowała łączna liczba punktów uzyskanych przez zawodniczki, a przy dalszej równości – system Buchholza.

## Uczestnicy
W nawiasie podano średni ranking Elo. Źródło: OlimpBase
- Agrouniverzal Zemun (2453)
- BAS Belgrad (2378)
- Širvinta Wyłkowyszki (2196)
- SC Leipzig-Gohlis (2143)
- SK Turm Emsdetten (2328)
- USV Halle (2300)
- Alisa Kazań (2278)
- Petersburg Lentransgaz (2365)
- ŠK Nova Gorica (2250)
- Danko-Donbas Donieck (2387)

## Rozgrywki

### Runda 1
Źródło: OlimpBase
24 września 2000
| USV Halle – Agrouniverzal Zemun ½:3½              |
| Danko-Donbas Donieck – Alisa Kazań 2:2            |
| ŠK Nova Gorica – BAS Belgrad 2:2                  |
| Petersburg Lentransgaz – Širvinta Wyłkowyszki 4:0 |
| SC Leipzig-Gohlis – SK Turm Emsdetten ½:3½        |

### Runda 2
Źródło: OlimpBase
25 września 2000
| Agrouniverzal Zemun – Petersburg Lentransgaz 2:2 |
| SK Turm Emsdetten – Danko-Donbas Donieck 1½:2½   |
| Alisa Kazań – ŠK Nova Gorica ½:½                 |
| BAS Belgrad – USV Halle 2½:1½                    |
| Širvinta Wyłkowyszki – SC Leipzig-Gohlis 2:2     |

### Runda 3
Źródło: OlimpBase
26 września 2000
| BAS Belgrad – Agrouniverzal Zemun 1:3               |
| Danko-Donbas Donieck – Petersburg Lentransgaz 2½:1½ |
| SK Turm Emsdetten – Alisa Kazań 2½:1½               |
| ŠK Nova Gorica – Širvinta Wyłkowyszki 2:2           |
| SC Leipzig-Gohlis – USV Halle ½:3½                  |

### Runda 4
Źródło: OlimpBase
27 września 2000
| Agrouniverzal Zemun – Danko-Donbas Donieck 2:2 |
| Petersburg Lentransgaz – SK Turm Emsdetten 3:1 |
| Alisa Kazań – BAS Belgrad ½:3½                 |
| USV Halle – Širvinta Wyłkowyszki 3½:½          |
| SC Leipzig-Gohlis – ŠK Nova Gorica 1:3         |

### Runda 5
Źródło: OlimpBase
28 września 2000
| Danko-Donbas Donieck – BAS Belgrad 2:2          |
| SK Turm Emsdetten – Agrouniverzal Zemun 1½:2½   |
| Petersburg Lentransgaz – SC Leipzig-Gohlis 3½:½ |
| ŠK Nova Gorica – USV Halle 3½:½                 |
| Širvinta Wyłkowyszki – Alisa Kazań 1½:2½        |

### Runda 6
Źródło: OlimpBase
29 września 2000
| Agrouniverzal Zemun – ŠK Nova Gorica 3:1       |
| BAS Belgrad – Petersburg Lentransgaz 1:3       |
| USV Halle – Danko-Donbas Donieck 1:3           |
| Alisa Kazań – SC Leipzig-Gohlis 3½:½           |
| Širvinta Wyłkowyszki – SK Turm Emsdetten 1½:2½ |

### Runda 7
Źródło: OlimpBase
30 września 2000
| Alisa Kazań – Agrouniverzal Zemun 1:3           |
| Petersburg Lentransgaz – USV Halle 3:1          |
| Danko-Donbas Donieck – Širvinta Wyłkowyszki 3:1 |
| ŠK Nova Gorica – SK Turm Emsdetten 1:3          |
| SC Leipzig-Gohlis – BAS Belgrad 1:3             |

## Klasyfikacja
Źródło: OlimpBase
| Msc | Zespół                 | M | W | R | P | Pkt |
| --- | ---------------------- | - | - | - | - | --- |
| 1   | Agrouniverzal Zemun    | 7 | 5 | 2 | 0 | 12  |
| 2   | Petersburg Lentransgaz | 7 | 5 | 1 | 1 | 11  |
| 3   | Danko-Donbas Donieck   | 7 | 4 | 3 | 0 | 11  |
| 4   | SK Turm Emsdetten      | 7 | 4 | 0 | 3 | 8   |
| 5   | BAS Belgrad            | 7 | 3 | 2 | 2 | 8   |
| 6   | Alisa Kazań            | 7 | 3 | 1 | 3 | 7   |
| 7   | ŠK Nova Gorica         | 7 | 2 | 2 | 3 | 6   |
| 8   | USV Halle              | 7 | 2 | 0 | 5 | 4   |
| 9   | Širvinta Wyłkowyszki   | 7 | 0 | 2 | 5 | 2   |
| 10  | SC Leipzig-Gohlis      | 7 | 0 | 1 | 6 | 1   |